# Deutsche Eishockey Liga 2007-2008
La Deutsche Eishockey Liga 2007-2008 fu la quattordicesima stagione della Deutsche Eishockey Liga. Al termine dei playoff gli Eisbären Berlin vinsero il terzo titolo nella storia della DEL, due anni dopo l'ultimo successo.
La lega passò da 14 a 15 squadre con l'iscrizione dei Grizzly Adams Wolfsburg, e le giornate di stagione regolare passarono da 52 a 56. Rispetto alla stagione precedente rimase invariata la formula dei playoff e la sospensione dei playout per evitare la retrocessione in 2. Eishockey-Bundesliga.

## Stagione regolare
Si disputò un girone unico per tutte e 15 le formazioni, con un doppio turno di andata e ritorno. Solo alle prime sei squadre fu garantito l'accesso ai playoff, mentre quelle dal sesto al decimo disputarono un turno aggiuntivo per gli ultimi due posti validi per i playoff. Non furono disputati i playout.

### Classifica
|                     | Pos. | Squadra             | Pt  | G  | V  | VOT | POT | P  | GF  | GS  | DR  |
| ------------------- | ---- | ------------------- | --- | -- | -- | --- | --- | -- | --- | --- | --- |
|                     | 1.   | Nürnberg Ice Tigers | 115 | 56 | 33 | 4   | 8   | 11 | 206 | 144 | +62 |
| Germania (bandiera) | 2.   | Eisbären Berlino    | 113 | 56 | 33 | 5   | 4   | 14 | 231 | 165 | +66 |
|                     | 3.   | Kölner Haie         | 109 | 56 | 28 | 9   | 7   | 12 | 192 | 146 | +46 |
|                     | 4.   | Frankfurt Lions     | 97  | 56 | 24 | 8   | 9   | 15 | 188 | 172 | +16 |
|                     | 5.   | Iserlohn Roosters   | 96  | 56 | 25 | 8   | 5   | 18 | 208 | 196 | +12 |
|                     | 6.   | Adler Mannheim      | 92  | 56 | 24 | 8   | 4   | 20 | 180 | 174 | +6  |
|                     | 7.   | Hamburg Freezers    | 87  | 56 | 23 | 5   | 8   | 20 | 194 | 171 | +23 |
|                     | 8.   | Hannover Scorpions  | 86  | 56 | 20 | 7   | 12  | 17 | 171 | 171 | 0   |
|                     | 9.   | DEG Metro Stars     | 85  | 56 | 23 | 5   | 6   | 22 | 169 | 173 | -4  |
|                     | 10.  | ERC Ingolstadt      | 83  | 56 | 19 | 11  | 4   | 22 | 180 | 190 | -10 |
|                     | 11.  | Krefeld Pinguine    | 70  | 56 | 22 | 3   | 8   | 23 | 191 | 193 | -2  |
|                     | 12.  | Augsburger Panther  | 67  | 56 | 16 | 7   | 5   | 28 | 158 | 187 | -29 |
|                     | 13.  | Grizzlys Wolfsburg  | 55  | 56 | 14 | 5   | 3   | 34 | 152 | 202 | -50 |
|                     | 14.  | Straubing Tigers    | 50  | 56 | 12 | 4   | 6   | 34 | 132 | 197 | -65 |
|                     | 15.  | Füchse Duisburg     | 45  | 56 | 10 | 5   | 5   | 36 | 142 | 213 | -71 |

Legenda:

      Ammesse ai Playoff
      Ammesse alla Qualificazione Playoff
Note:

Tre punti a vittoria, due punti a vittoria dopo overtime, un punto a sconfitta dopo overtime, zero a sconfitta.

## Playoff
|  | Quarti di finale | Quarti di finale    | Quarti di finale |             |                 | Semifinali      | Semifinali | Semifinali |  |  | Finale | Finale          | Finale |
|  |                  |                     |                  |             |                 |                 |            |            |  |  |        |                 |        |
|  | 1                | Nürnberg Ice Tigers | 1                |             |                 |                 |            |            |  |  |        |                 |        |
|  | 9                | DEG Metro Stars     | 4                |             |                 |                 |            |            |  |  |        |                 |        |
|  | 9                | DEG Metro Stars     | 4                |             | 9               | DEG Metro Stars | 2          |            |  |  |        |                 |        |
|  |                  |                     |                  |             | 9               | DEG Metro Stars | 2          |            |  |  |        |                 |        |
|  |                  | 2                   | Eisbären Berlin  | 3           |                 |                 |            |            |  |  |        |                 |        |
|  | 2                | 2                   | Eisbären Berlin  | 3           | Eisbären Berlin | 4               |            |            |  |  |        |                 |        |
|  | 2                |                     |                  |             | Eisbären Berlin | 4               |            |            |  |  |        |                 |        |
|  | 7                | Hamburg Freezers    | 1                |             |                 |                 |            |            |  |  |        |                 |        |
|  |                  |                     |                  |             |                 |                 |            |            |  |  | 2      | Eisbären Berlin | 3      |
|  |                  |                     | 3                | Kölner Haie | 1               |                 |            |            |  |  |        |                 |        |
|  | 3                | Kölner Haie         | 4                |             |                 |                 |            |            |  |  |        |                 |        |
|  | 6                | Adler Mannheim      | 1                |             |                 |                 |            |            |  |  |        |                 |        |
|  | 6                | Adler Mannheim      | 1                |             | 3               | Kölner Haie     | 3          |            |  |  |        |                 |        |
|  |                  |                     |                  |             | 3               | Kölner Haie     | 3          |            |  |  |        |                 |        |
|  |                  | 4                   | Frankfurt Lions  | 2           |                 |                 |            |            |  |  |        |                 |        |
|  | 4                | 4                   | Frankfurt Lions  | 2           | Frankfurt Lions | 4               |            |            |  |  |        |                 |        |
|  | 4                |                     |                  |             | Frankfurt Lions | 4               |            |            |  |  |        |                 |        |
|  | 5                | Iserlohn Roosters   | 3                |             |                 |                 |            |            |  |  |        |                 |        |

### Qualificazioni
| Squadra 1          | Totale | Squadra 2       | Gara 1 | Gara 2    | Gara 3    |
| ------------------ | ------ | --------------- | ------ | --------- | --------- |
| Hamburg Freezers   | 2 - 1  | ERC Ingolstadt  | 3 - 5  | 5 - 4 dts | 4 - 3     |
| Hannover Scorpions | 1 - 2  | DEG Metro Stars | 4 - 3  | 2 - 4     | 2 - 1 dts |

### Quarti di finale
| Squadra 1          | Totale | Squadra 2         | Gara 1    | Gara 2    | Gara 3    | Gara 4    | Gara 5    | Gara 6 | Gara 7 |
| ------------------ | ------ | ----------------- | --------- | --------- | --------- | --------- | --------- | ------ | ------ |
| Hannover Scorpions | 1 - 4  | DEG Metro Stars   | 3 - 2     | 1 - 3     | 1 - 2     | 3 - 6     | 2 - 3     |        |        |
| Eisbären Berlino   | 4 - 1  | Hamburg Freezers  | 2 - 4     | 7 - 4     | 6 - 1     | 6 - 1     | 4 - 3 dts |        |        |
| Kölner Haie        | 4 - 1  | Adler Mannheim    | 4 - 3     | 1 - 2     | 5 - 4 dts | 4 - 3 dts | 4 - 1     |        |        |
| Frankfurt Lions    | 4 - 3  | Iserlohn Roosters | 4 - 3 dts | 2 - 3 dts | 3 - 4 dts | 1 - 5     | 4 - 2     | 4 - 0  | 4 - 3  |

### Semifinali
| Squadra 1        | Totale | Squadra 2       | Gara 1 | Gara 2    | Gara 3    | Gara 4 | Gara 5 |
| ---------------- | ------ | --------------- | ------ | --------- | --------- | ------ | ------ |
| Eisbären Berlino | 3 - 0  | DEG Metro Stars | 7 - 2  | 6 - 4     | 2 - 0     |        |        |
| Kölner Haie      | 3 - 2  | Frankfurt Lions | 7 - 1  | 4 - 5 dts | 2 - 1 dts | 3 - 4  | 3 - 2  |

### Finale
| Squadra 1        | Totale | Squadra 2   | Gara 1    | Gara 2 | Gara 3 | Gara 4    | Gara 5 |
| ---------------- | ------ | ----------- | --------- | ------ | ------ | --------- | ------ |
| Eisbären Berlino | 3 - 1  | Kölner Haie | 3 - 2 dts | 1 - 2  | 4 - 3  | 2 - 1 dts |        |